# Daniel Barna
Daniel Ionuț Barna (n. 22 septembrie 1986, Piatra-Neamț, Neamț, România) este un jucător român de fotbal.
A jucat în prima ligă românească la Ceahlăul Piatra Neamț, FC Brașov și FC Voluntari, și în prima ligă moldovenească la Rapid Ghidighici.

## Legături externe
- Profilul lui Daniel Barna pe Soccerway
- Daniel Ionuț Barna la RomanianSoccer.ro

1. ↑  Daniel Barna, Transfermarkt, accesat în 9 octombrie 2017